# The Terre-Neuve
The Terre-Neuve est un groupe de rock celtique français, originaire de Lorient, en Bretagne. Il est formé en 1999 et séparé en 2016. Le nom du groupe vient de leur chien de race Terre-Neuve. Leur musique est dynamique et festive, avec les instruments traditionnels (cornemuse, bombarde).

## Biographie

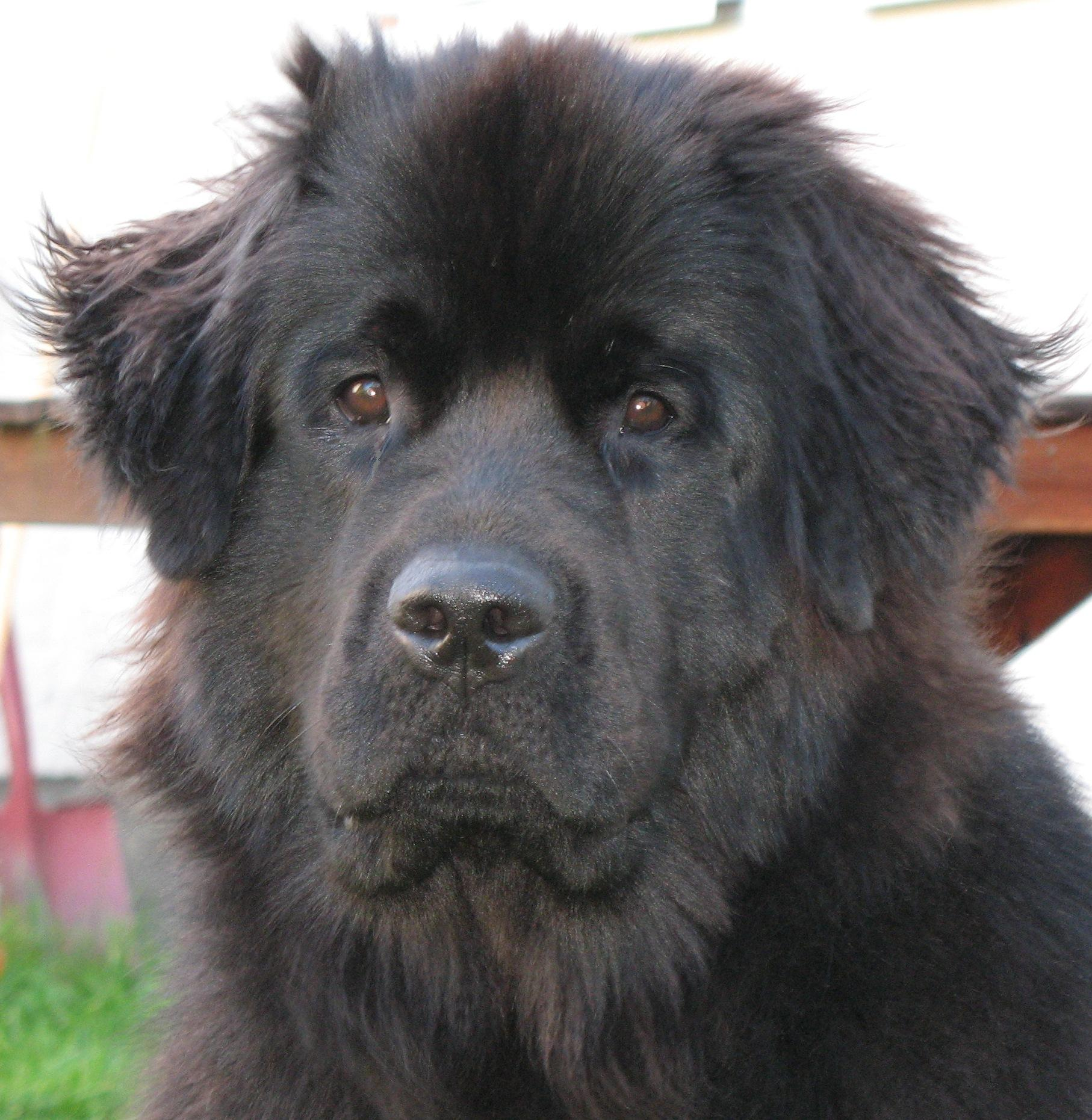
Le Terre-Neuve, mascotte du groupe.

Au démarrage le Batteur Barbier Michel
Le groupe est formé en 1999, à Lorient, en Bretagne, à l'initiative de Laurent Darcel. Il se compose de 8 musiciens qui portent un kilt breton noir et blanc. Ils ont réalisé de nombreux concerts et festivals en France et en Europe. « À nos débuts, en 1999, nous étions un trio. [...] Nous avions composé une chanson intitulée Mes cousins de Québec. Et pour leur rendre hommage, nous sommes allés chez eux pour enregistrer notre premier album », explique Laurent.
Le groupe a enregistré son premier album, Mes cousins du Québec, à Montréal, Québec, au Canada, en 2002,. Y participent entre autres, Hervé Batteux, ex-musicien d'Alan Stivell et des musiciens de Montréal. Le deuxième album, Mais quand donc repart-il ?, enregistré à Dublin et Portland sort en juin 2004. Il est élu meilleur groupe du festival interceltique de Lorient en 2004 et passe sur TF1. En 2005, il fait la une du magazine Télé 7 jours. Une nuit d’été, enregistré en live lors du Festival interceltique de Lorient, sort en octobre 2006.
En 2008, l'album Chouchen (CD + DVD) est enregistré au studio Capricorne à Lorient, mixé aux studios Piccolo à Montréal avec Pierre Messier et masterisé au studio Gatway Mastering de Bob Ludwig à Portland. Les chansons en français parlent de marins, de korrigans, de chouchen... et alternent avec des instrumentaux traditionnels mais revisités. Le morceau Kenavo est très apprécié (le plus téléchargé)[réf. nécessaire].
Pour les 10 ans du groupe, ils présentent en avril 2010 un CD best of de 14 titres. Le groupe sort le DVD Rock celtique live vidéo en 2012, et en 2013 un CD instrumental, Celtic stéréo masterisé dans les studios Abbey Road à Londres. Laurent Darcel met fin au groupe le 17 mars 2016.

## Membres
- Laurent Darcel — guitares
- Étienne Loranger — accordéon
- Dédé Kerjean — cornemuse
- Xavier Lhermitte — batterie
- François Boennec — chant, guitare
- Jean-François Gauthier — clavier
- Patrick Kerjean — bombarde
- Gaël Fraboulet — basse
- Barbier Michel - Drums et roady

## Discographie
- 2002 : Mes cousins du Québec
- 2004 : Mais quand donc repart-il ?
- 2006 : Une nuit d’été (live, Coop Breizh)
- 2008 : Chouchen (CD + DVD, Coop Breizh)
- 2010 : Best of (Coop Breizh)
- 2012 : Rock Celtique Live Vidéo (Tournée en DVD, Coop Breizh)
- 2013 : Celtic Stéréo (Coop Breizh)